# Liste des évêques de Cervia
La liste des évêques de Cervia ecense les noms des évêques qui se sont succéé sur le siège épiscopal de Cervia, situé en Émilie-Romagne en Italie, depuis sa fondation au Ve siècle et jusqu'à son union, en 1947, avec l'archidiocèse de Ravenne.

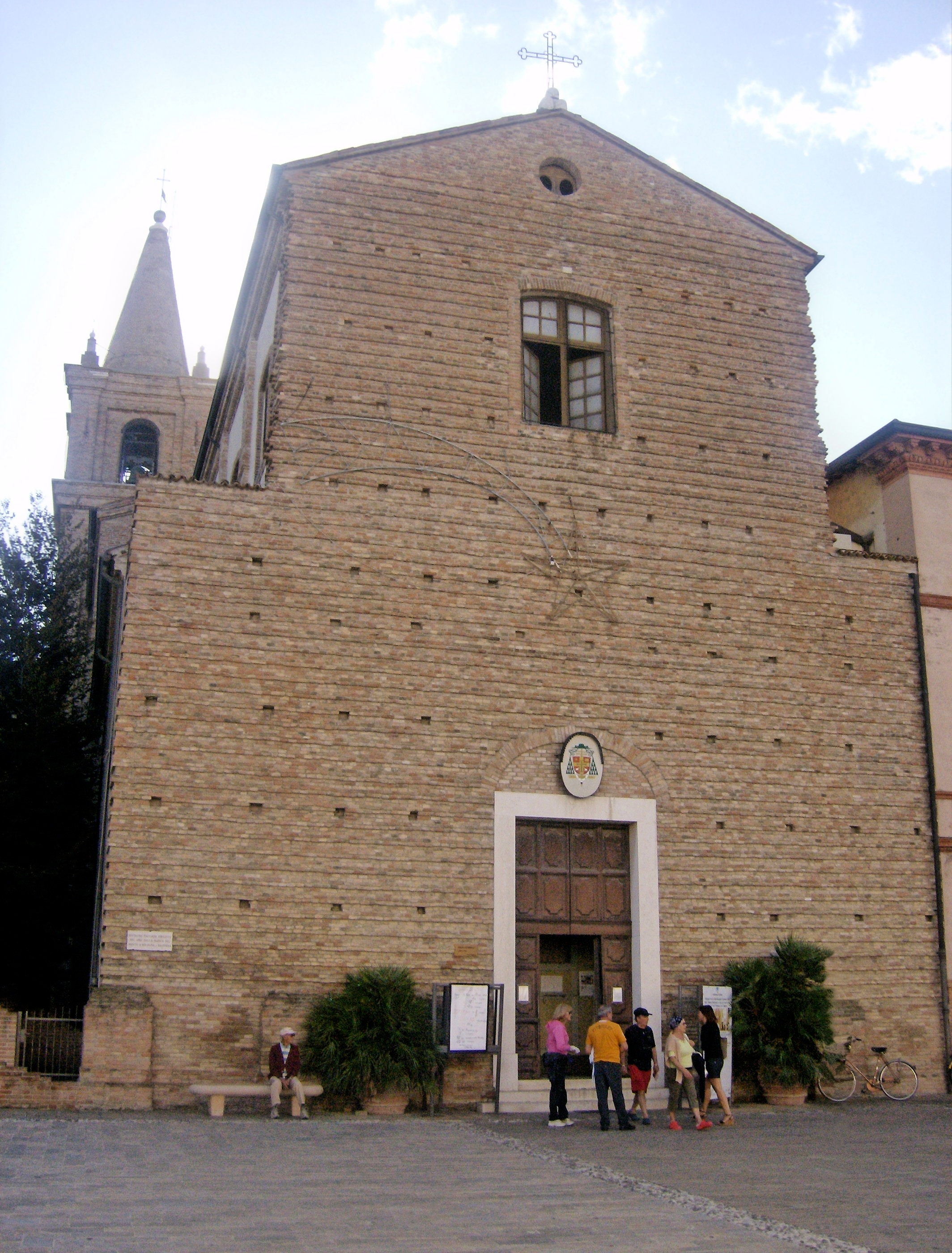
Cathédrale Saint-Michel de Cervia

## Évêques
- Saint Géronce ( 501 - 504)
- Sévère † (595)
- Bon † ( 649, 650)
- Adrien † (853)
- Jean Ier † (858 -881), légat du pape
- Étienne † ( 967, 969)
- Léon † (997 - 1017)
- Bon II † ( 1061)
- Lucido † (1066)
- Bon III † (vers 1069 - 1080)
- Hildebrand † ( 1080)
- Jean II † ( 1109)
- Pierre Ier † ( 1120)
- Ange † (1122)
- Pierre II † (1130 - 1151)
- Manfred † (1163 - ?)
- Albert Ier † (1166 - ?)
- Hugues † (1174 - ?)
- Thibaut † (1187 - ?)
- Albert II † (1199 - ?)
- Siméon † (1209 - 1217 )
- Rustique † ( 1224)
- Jean III † ( 1229 - 1233)
- Jacques † (1254 - ? )
- Ubald † (1256 - 1260)
- Jean V † (1260 - 1264)
- Thomas † ( 1266 - 1270 )
- Théodoric Borgognoni, O.P. † (1270 - 1298 )
- Antonio, O.F.M. † (1299 - 1306)
- Matteo † (1307 - 1317)
- Guido Gennari † ( 1317 - ?)
- François † (1320 - 1324)
- Gérard † ( 1324 - 1329 )
- Esuperanzio Lambertazzi † (1329 - 1342 )
- Adrien † (1343 - ?)
- Guadagno de' Majoli, O.F.M. † (1344 - ?)
- Giovanni Piacentini † (1346 - ?)
- Théodoric † (1362 - ?)
- Bernardo Guasconi † (1370 - ?)
- Giovanni Vivenzi, O.E.S.A. † (1381 - 1382)
- Gugliemo Alidosi † (1382 - ?)
- Jean VI † (1383 - ?)
- Pino degli Ordelaffi † (1394 - ?)
- Paul † (1402 - ?)
  - Mainardino † (1413 - ?) (illégitime)
- Cristoforo da San Marcello † (1431 - 1435)
  - Antonio Correr, C.R.S.A. † (1435 - 1440 ) (administrateur apostolique)
  - Pietro Barbo † ( 1440 - 1451) (administrateur apostolique)
  - Isidore de Kiev † ( 1451 - 1455) (administrateur apostolique)
- Francesco Porzi, O.P. † ( 1455 - ? )
- Achille Marescotti † ( 1475 - 1485 )
- Tommaso Catanei, O.P. † ( 1485 - 1515 )
- Pietro Fieschi † (1515 - 1525 )
  - Paolo Emilio Cesi † (1525 - 1528 ) (administrateur apostolique)
- Ottavio Cesi † ( 1528 - 1534 )
  - Paolo Emilio Cesi † (1534 - 1534 ) (administrateur apostolique, deuxième fois)
- Gianandrea Cesi † ( 1534 - ?)
- Scipione Santacroce † (1545 - 1576 )
- Ottavio Santacroce † (1576 - 1582 )
- Lorenzo Campeggi † (1582 - 1585 )
- Decio Azzolini † ( 1585 - 1587 )
- Annibale de Paoli † ( 1587 - ?)
- Alfonso Visconti † (] 1591 - 1601)
- Bonifacio Bevilacqua † ( 1601 - 1627 )
- Gianfrancesco Guidi di Bagno † ( 1627 - 1635)
- Francesco Maria Merlini † ( 1635 - 1644)
- Pomponio Spreti † ( 1646 - 1652 )
  - Sede vacante (1652-1655)
- Francesco Gheri † (1655 - 1661 )
- Anselmo Dandini † ( 1662 - 1664 )
- Gerolamo Santolini † (1665 - 1667 )
- Gianfrancesco Riccamonti, O.S.B. † ( 1668 - 1707

)* Camillo Spreti † ( 1709 - 1727 )
- Gaspare Pizzolanti, O.Carm. † ( 1727 - ?)
- Giambattista Donati † ( 1766 - 1792)
  - Sede vacante (1792-1795)
- Bonaventura Gazola, O.F.M.Ref. † ( 1795 - 1820 )
- Crespino Giuseppe Mazzotti † (1820 - 1825)
- Ignazio Giovanni Cadolini † (1826 - 1831)
- Mariano Baldassarre Medici, O.P. † ( 1832 - 1833 )
- Innocenzo Castracane degli Antelminelli † (1834 - 1838)
- Gaetano Balletti † ( 1838 - 1842)
- Gioacchino Tamburini † ( 1842 - 1859)
- Giovanni Monetti † ( 1860 - 1877 )
- Federico Foschi † ( 1877 - 1908 )
- Pasquale Morganti † ( 1909 - 1921 )